# Sh2-87
Sh2-87 è una nebulosa a emissione visibile nella costellazione della Volpetta.
Si individua nella parte centrale della costellazione, circa 3° a nordest della famosa Nebulosa Manubrio (M27); appare come una nube molto debole e difficilmente osservabile, anche con l'ausilio di filtri. Può essere fotografata tramite riprese a lunga esposizione. Trovandosi nell'emisfero celeste boreale, la sua osservazione è facilitata nelle regioni dell'emisfero boreale; il periodo adatto alla sua osservazione nel cielo serale è compreso fra giugno e novembre.
Sh2-87 è una delle regioni H II legate fisicamente all'associazione Vulpecula OB1, un'associazione OB situata nel tratto iniziale del Braccio di Orione a circa 2200-2300 parsec (6500-7500 anni luce) dal sistema solare. Nella nube sono attivi fenomeni di formazione stellare, come è testimoniato dalla presenza di diverse sorgenti di radiazione infrarossa, alcune delle quali catalogate anche dall'IRAS; fra queste spicca la sorgente IRAS 19442+2427, coincidente con un debole maser ad acqua originatosi da una giovane stella forse in una fase intermedia della sua formazione. Il maser appare diviso in due componenti spazialmente distinte e pare aver diminuito la sua intensità nel giro di pochi anni. In aggiunta a questo si conoscono altri due maser, di cui uno a OH e uno a metanolo.
Sh2-87 costituisce, assieme alla vicina NGC 6820, i bordi di una sorta di "bolla" centrata sul nucleo di Vulpecula OB1; all'interno di questa bolla sono presenti alcune strutture colonnari di gas, dall'aspetto simile ai famosi Pilastri della Creazione visibili all'interno della Nebulosa Aquila (M 16). La formazione di queste strutture, in genere, è dovuta molto probabilmente alla forte azione disgregante ed erosiva della radiazione e del vento stellare delle stelle massicce situate nei pressi di aree nebulose piuttosto dense, che consumano gradualmente dei bozzoli nebulosi più densi formando dietro di essi delle lunghe chiome. Le "cime" di queste nubi, che restano a diretto contatto con la radiazione delle stelle vicine, si comprimono fino a collassare in più punti, generando così protostelle. Esempi di nubi compatte si riscontrano anche nei cosiddetti globuli cometari visibili attorno alla Nebulosa di Gum.